# 维尔弗里德·马尔滕斯

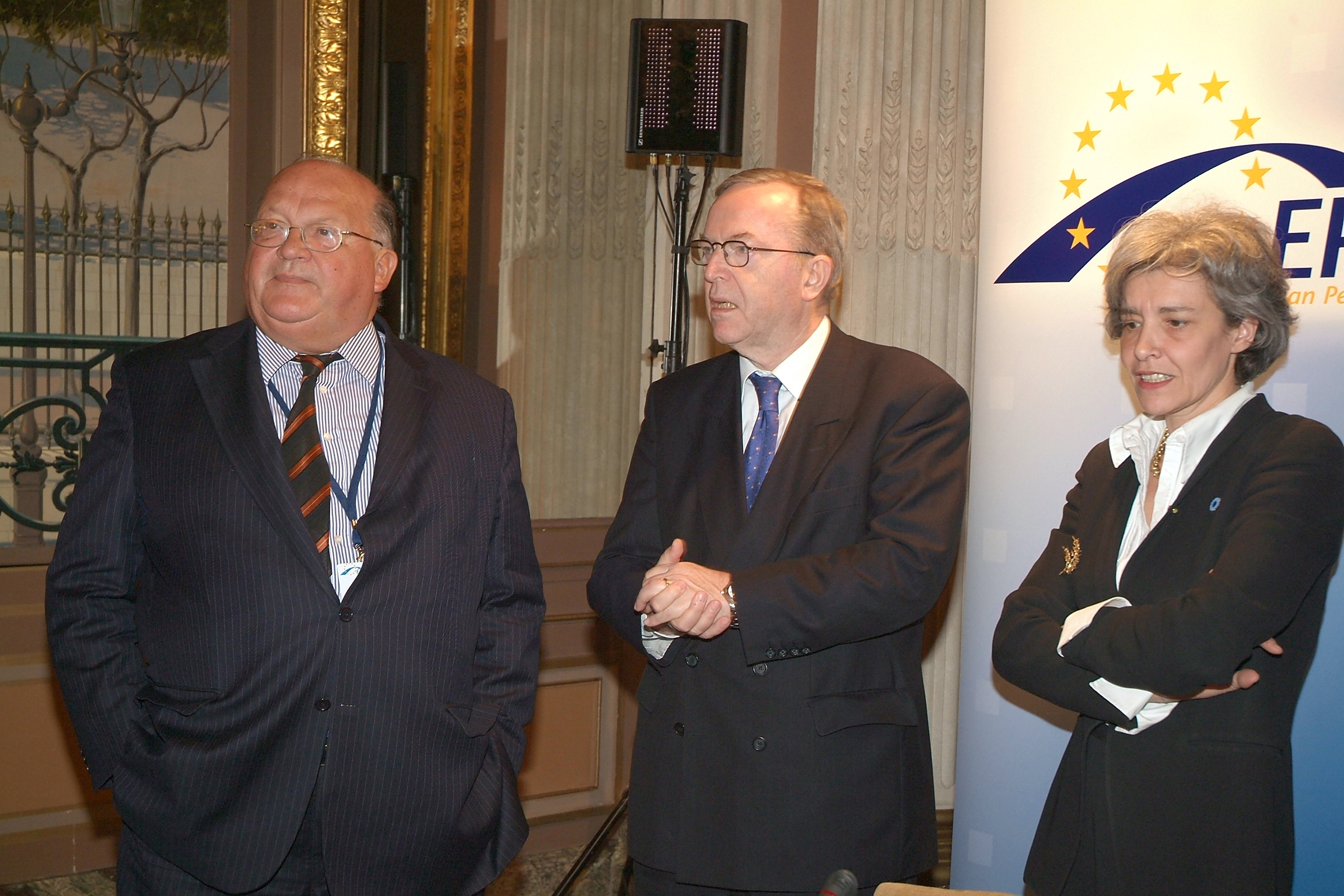
维尔弗里德·马尔滕斯(中)和让-吕克·德阿纳 (左)2005年在欧洲人民党 (EPP)会议。

维尔弗里德·阿希尔·埃马·马尔滕斯（荷蘭語：Wilfried Achiel Emma Martens，荷蘭語發音：[ˈʋɪlfrit ˈmɑrtə(n)s] ⓘ；1936年4月19日—2013年10月9日）比利时政治家，两次出任比利时首相。
1972年到1979年任比利时基督教人民党主席（现在更名为基督教民主和弗拉芒党-CD&V），1972年到1979年任比利时众议院议员，1974年到1991年、1991年到1994年担任参议员。1979年4月3日至1981年4月6日和1981年12月17日至1992年3月7日两次担任比利时首相。他执政时期的1980年代发生经济危机和比利时进行国家改革，转为联邦制国家。他成功的将所有欧洲的中右翼组织融合进了他领导的欧洲人民党之中——目前最大的欧洲跨国政党，来自40个国家的75个会员党。1998年由于他对欧盟的贡献被授予查理五世奖。
马尔滕斯有过三次婚姻。2013年10月9日马尔滕斯在洛克伦家中死于癌症，享年77岁。

## 著作

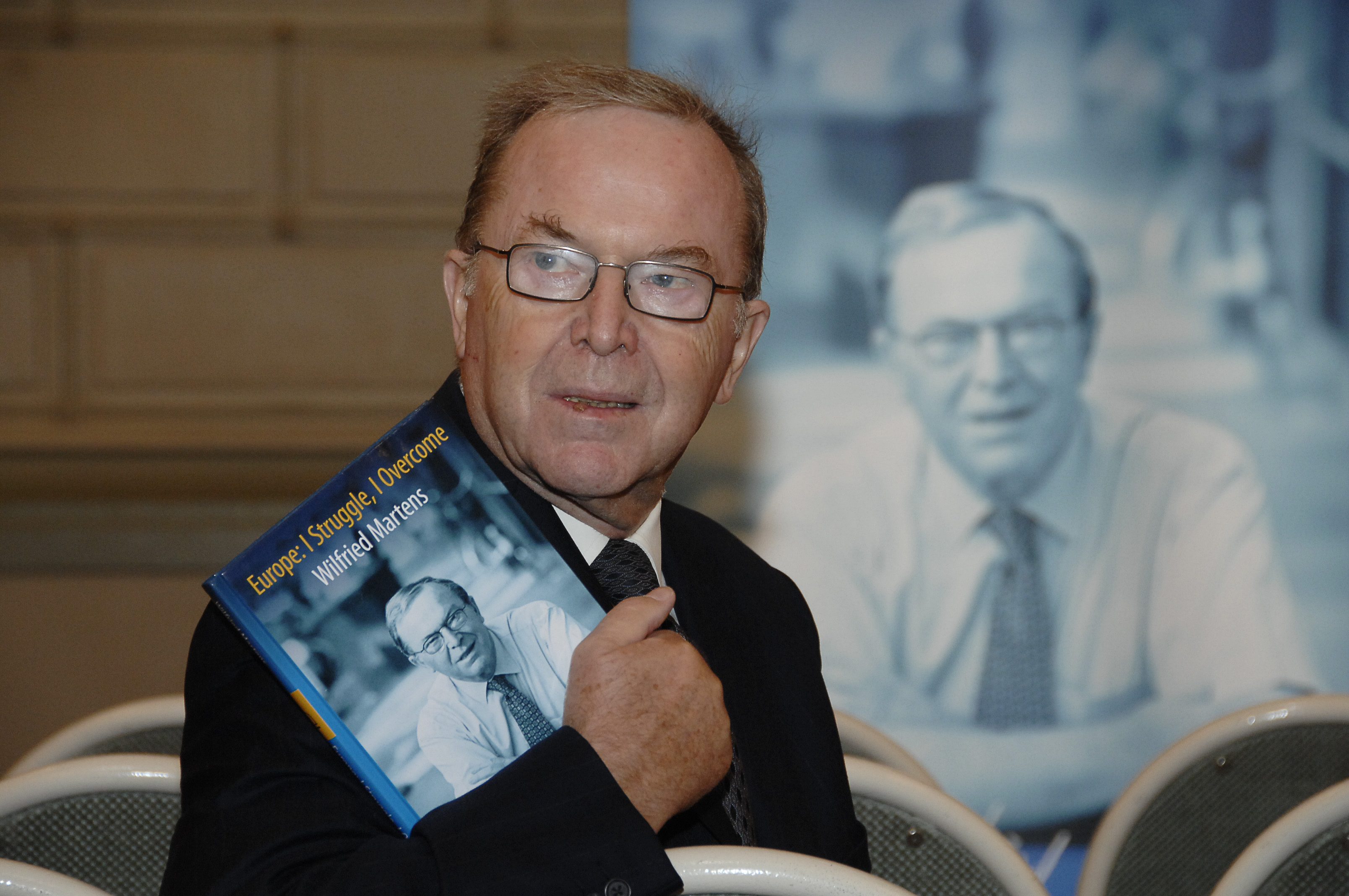
2009年9月10日马尔滕斯在欧洲人民党官的智库欧洲研究中心(CES)发布会上介绍他的书《欧洲：我奋斗，我克服》.

- Een gegeven woord, Lannoo, Tielt, 1985.
- Europa voorbij Oost en West, Lannoo, Tielt, 1995.
- De Memoires, Luctor et Emergo, Lannoo, Tielt, 2006.
- Europe: I Struggle, I Overcome, Springer Science+Business Media, 2009.[3]